# Stubla, Vitina
Gornja Stubla ( Gornja Stubla;  Stubllë e Epërme; srbsko Горња Стубла) je naselje v občini Vitina v okraju  Gnjilane na Kosovu. Po 1999 je naselje Gornja in Spodnja Stubla znano kot Stubla ( Stubllë/Stublla).

## Zemljepisni položaj
Gornja Stubla ( Stubëll e Epërme; Napaka: {{Jezik-xx}}: Non-latn text (pos $1)/Latn script subtag mismatch (pomoč)) od 1999 kratkomalo Stubla ( Stubllë/Stublla), je kraj na Kosovu, ki se nahaja v občini Vitina (Viti) in okraju  Gnjilane (Gjilan). 
Po kosovskem popisu prebivalstva iz 2011 je imela 1128 prebivalcev
Dolnja Stubla (; ) – manjše naselje v isti občini in v istem okraju, ki od 1999 skupaj z Gornjo Stublo tvori kraj Stubla ( Stubllë/Stublla), pa je po istem popisu prebivalstva iz 2011 imelo le 77 prebivalcev, od katerih so bili vsi Kosovski Albanci.
Kosovo je 17. februarja 2008 po neuspelih pogajanjih enostransko razglasilo neodvisnost, ki je pa Srbija ne priznava in šteje Kosmet še naprej za svojo avtonomno pokrajino. Srbska diplomacija je z različnimi in ne vedno transparentnimi sredstvi dosegla, da je 15 držav preklicalo prejšnje priznanje Kosovega; kosovska stran pa je kot povračilni ukrep 9. novembra 2018 uvedla 100% carine na uvoz blaga iz Srbije (in BiH), ki so povzročile nemerljivo škodo obema stranema. Do sporazuma bi lahko prišlo, če bi obe strani malo popustili.

## Zgodovina

### Prva šola na Kosovu
Osmanska oblast je preganjala albansko šolstvo. Kljub temu se je v vasi Stubla, ki jo prvič omenjajo 1555, začelo 1584 v visokogorju Karadaka – Skopske Črne gore – izobraževanje v albanščini.  
Kot piše učeni Shuteriqi, je bila to višješolsko izobraževanje v okviru zavoda svetega Luka, v smislu takratnih katoliških verskih šol po Evropi, kjer so potekala predavanja iz teologije, filozofije in klasike.. To izročilo se je nadaljevalo v obdobju albanske narodne renesanse zlasti v nekaterih znanih kosovskih središčih, kot so Prizren, Peč, Džakovica, Zjum, Janjevo in Stubla. Tam so poleg katoliških cerkva odpirali albanske šole, ki so postajale središča ne le vzgoje in izobraževanja, temveč tudi narodnostnega gibanja..
V kraju je delovala albanska šola tudi leta 1846, v letu množičnega pregona Črnogorskih katoličanov v Turčijo. O tem obstaja okrog 6.000 dokumentov, ki so bili nedavno odkriti in le delno raziskani, samo v avstrijskem državnem arhivu. V tem času (1846–1848) je bila šola zaprta, nato občasno zopet odprta, posebno ko je nastala 1878 Prizrenska zveza za osvoboditev od Turčije.
1905 je škof Trokshi, ki je bil voditelj protiavstrijske struje s poudarjenim albanskim nacionalizmom  ustanovil župnijo Stubla in takratni župnik župnije Letnica – Tarabulluz (1868-1933) –, je postal prvi župnik v Stubli; vendar je razširil svoje delovanje po celem Karadaku – visokogorskem območju Skopske Črne gore. To šolo je uradno priznala tudi Avstro-Ogrska in je tako postala matica albanskih šol na Kosovu. Mikela so pri delu ovirali in preganjali ter je zato postavil za učitelja v Stubli svojega brata Jaka, ki je sodeloval v Vlori pri razglasitvi albanske neodvisnosti 1912. To šolo je obiskovalo več generacij. Najpomembnejša izmed njih sta bila Koliqi in Ramaj, ki sta nadaljevala študij filozofije in teologije. To šolo so obiskovali tudi učenci iz drugih vasi po črnogorskem visokogorju. Mikeli je potoval skozi vasi v visokogorju Karadak ne samo, da bi opravljal pastoralno delo, ampak tudi, da bi starše prepričeval, naj pošljejo novih učencev v šolo, ki je krepila versko in narodnostno zavest. 
Učenci so se tukaj učili ne le albanščine, ampak tudi matematike, zgodovine, katoliškega verouka in glasbe, ki je bila ena najljubših predmetov; imeli so šolski in cerkveni zbor, kakor tudi recitacije in gledališke predstave.
Mikel je nabavljal učbenike iz Skadra in drugih krajev. 1924 je jugoslovanska policija zasegla celo pošiljko knjig; zaradi te »kršitve zakona« je dobil Mikel 18 mesecev zapora.
Poleg Cerkve svetega Jurija obstaja Šolski muzej, ki ga je Spomeniški zavod v Prištini z odločbo št. 02-258 z dne 13.06.1978 razglasil skupaj s cerkvijo za kulturni spomenik.
Od leta 1584 do danes skoraj nepretrgano deluje v Stubli šola, ki se danes naziva "Dom Mikel Tarabulluzi"; kot štirirazrednico so jo odprili leta 1950, 1969/1970, po prizadevanjih ravnatelja šole "Emin Duraku" v Gjylekarju pa so odprli še V. in VI., pozneje pa še VII. in VIII. razred. 1982 je postala ta osemletka samostojna. 
Poleg te šole deluje v stavbi osnovne šole od 1991 tudi podružnica gimnazije v Lezha, ki se je kljub velikim težavam obdržala tudi med kosovsko vojno. Po vojni so jo večkrat hoteli zapreti, vendar je šolsko ministrstvo 11.decembra 2003 dokončno potrdilo njen obstoj. Doslej je izšlo iz njenih klopi 14 generacij maturantov do junija 2004. V čast prve albanske šole na Kosovu od leta 1990 prirejajo srečanja, ki so prerastla v vsenarodne kulturno prireditev.
Cerkev Svetega Jurija s prvo kosovsko šolo torej predstavlja izredno pomemben versko-zgodovinski, kakor tudi družbeno-kulturni spomenik. Na cerkvenem dvorišču stojita dva spomenika: eden predstavlja duhovnika Mikela Tarabuluzija, drugi pa je posvečen Črnogorskim mučencem – herojem Karadaka.

### Črnogorski mučenci
Črnogorski mučenci so krščansko-katoliški mučenci s področja Skopske Črne gore ali Karadaga na Kosovu. To so torej katoličani, ki so bili prej ljaramani, a so za priznanje svoje vere pretrpeli mučeništvo. Imenujejo jih tudi 'Karadaški, Letniški', 'Stubelski mučenci', ali pa kar Kosovski mučenci, ker so bili s Kosova. Največ jih je bilo iz vasi Stubla in okoliških vasi, ki so takrat vse spadale v prafaro Letnica.

## Vera
Ena izmed najbolj znanih prafar na Kosovu je božjepotna fara Letnica s cerkvijo Marijinega vnebovzetja. Poleg vasi Letnica spadajo sedaj h katoliški župniji Letnica še vasi: Šašare, Zagrađe, Vrnez in Vrnavokolo. Nekoč sta ji pripadali sedaj samostojni župniji Stubla in Binač.

### Cerkev
V tej krajevni skupnosti so danes katoličani v večini – a po narodnosti so Kosovski Albanci.
V župniji je bilo po cerkvenih zapisih 1974. leta 1390 vernikov, od tega 90 v izseljenstvu. Samostojno župnijo – ločeno od prejšnjega župnijskega središča Letnica, so dobili Stubelci 1906. Novo cerkev Svetega Jožefa so zgradili 1970. Cerkvi sta še v Terazijah - cerkev Svetega Jurija -, in v Dunavi – cerkev Svete Ane. Pridiga se v albanščini.
Občina je v Vitini, kjer je tudi avtobusna postaja. Železniška postaja je v Uroševcu, a letališče v Prištini. V kraju je ena osnovna šola.
Župnik je bil 1974 Osvald (*1940), Slovenec rodom iz Gornje Radgone.
1981 je bil v Stubli župnik Prenku (*1943) iz Janjeva. Obstaja veroučilnica.
Tukaj delujejo sestre usmiljenke; hiša je bila ustanovljena 1961. Njihovo delo je pomoč v cerkvi, gospodinjstvo v župnišču, obiskubogih in ambulanta. Od 1970 so v lastre domu. Tu delujejo tudi sestre hčere Božje ljubezni (kćeri Božje Ljubavi) v Dunavi.

### Duhovniki
Po nekaterih župnijah na Kosovu so delovali slovenski duhovniki, tako tudi v Stubli. Njihovi poklici so bili na ta ali oni način povezani tudi z Marijo Letniško, kamor so romali ne samo verniki, temveč tudi duhovniki, redovniki in škofje.
Na Kosovu (skupaj z Makedonijo) so nekdaj delovali slovenski lazaristi. Danes tam delujejo salezijanci, jezuitje in frančiškani; vsi so imeli in še danes imajo veliko duhovniških in redovniških poklicev – podobno je stanje tudi v župnijah, kjer delujejo škofijski duhovniki. Tudi ženske redovne družbe se lahko pohvalijo z duhovnim naraščajem.
Gnidovec
Še danes se tam čuti delovanje svetniškega škofa-lazarista Gnidovca, ki je velikokrat peš in bos romal k Mariji v Letnico. Ljudje pomnijo, da so mu večkrat krvavele noge; kljub temu pa je bil z ljudstvom vedno zelo preprost in prijazen. 
Gnidovec je izredno veliko storil za duhovne poklice. O njegovi svetosti se še danes govori med ljudstvom; njegova učenka iz Skopja, Agnes Gonxha Bojaxhiu, danes sveta Mati Terezija, je 22. avgusta 1974 je o njem v Rimu zapisala tele besede:
»Naš škof Gnidovec je bil svetnik. Vsi smo ga klicali s tem imenom. Bil je pravi duhovnik po Jezusovem Srcu; blagega in ponižnega srca. Ko sem odhajala v misijone, je zame maševal, me obhajal, me blagoslovil in rekel: ›V misijone greste; naj vam bo Jezus vse v vašem življenju.‹ – Prepričana sem, da prosi zame in da imam v njem pri Jezusu zavetnika«.
Čekada
Za Gnidovčevega naslednika je bil imenovan šele čez poldrugo leto, 18. avgusta 1940, duhovnik slovenskega rodu (po materini strani), Čekada (1902-1976), ki je bil od 6. junija 1939 že pomožni škof vrhbosenski.
Slovenski dušni pastirji med mešanoverci
Albanci so bili pred prihodom Turkov v Evropo katoliške vere; nekateri so pod pritiskom turškega zuluma (=nasilje, sila, prisila) sicer ostali katoličani, a so na zunaj sprejeli mohamedansko vero. To so tkzv. ljaramani ali laramani – mešanoverci. Še danes (1940) jih je 10.000, ki pa so že skoro čisto pozabili na vero svojih dedov in pradedov. Škof Gnidovec  je vse žrtvoval, da bi jih zopet privedel v Cerkev in je med njimi sezidal dve cerkvi. Za to misijonsko delo pa ni duhovnikov - premalo se moli in žrtvuje.
Na Kosovu in v Makedoniji so delovali poleg Gnidovca še drugi slovenski duhovniki že za časa Stare Jugoslavije – ko je odhajalo na Jug mnogo uradnikov, vojakov in častnikov, kakor tudi nekaj kolonistov v Makedonijo, pa vse do najnovejših časov. Po Gnidovčevi smrti 3. februarja 1939 je bila škofija brez škofa in je vodil vse posle kapitularni vikar Zakrajšek. Leta 1940 je bilo v skopski škofiji (kamor je spadalo tudi Kosovo) 26 duhovnikov, od tega svetnih duhovnikov 14, frančiškani 4, lazarista 2, salezijanca 2 in 4 vojaški duhovniki. Po narodnosti je bilo 10 Albancev in Južnoslovanov (torej Janjevcev), 10 Slovencev in 2 Hrvata. Vojaška duhovnika sta bila 2 Slovenca in 2 Hrvata.
Dučkić
Duhovniški poklic je začutil med delovanjem slovenskih salezijancev na Kosovu tudi poznejši letniški župnik Dučkić.
Nikola (* 1941) je bil prvi župnik-domačin po petdesetih letih in dušni pastir župije sv. Nikolaja v Janjevem skozi 15 let (1974–1989). Nato je bil 11 let župnik svetišča Matere Božje v Letnici (1989-2000). Župnik v albanskem kraju Binač v župniji sv. Antona je bil od 1969-1974, pred tem pa kaplan v Stubli. Dobro se je naučil albanščine. Bil je tudi 26 let dekan Kosovskega in Makedonskega dekanata (1969-1995) v Skopsko-prizrenski škofiji, svetnik (konzultor) in desetletni skopsko-prizrenski ekonom. V Kistanjah pri Zadru, kjer zdaj živi 1250 izseljenih Janjevcev, je bil Nikola 1999 postavljen za župnika in je tam obhajal zlato mašo 2016.
Desetina duhovnikov in redovnic je vstopilo v duhovni poklic na Dučkićevo spodbudo. Prvi koraki njegovega duhovništva kot kaplana v Stubli in župnika v Binaču med Albanci so ga učili odprtosti. Obvladal je albanščino, da bi lažje oznanjal vernikom Božjo besedo. Pomagal je revežem in ni gledal na to, kdo je Hrvat ali Albanec, Srb ali Cigan. Svoj poklic dolguje spodbudi salezijanskega župnika Slovenca Sraka - ki je takrat deloval v Janjevem –, ki ga je na koncu 5. razreda vprašal: “Kolja, ali hočeš biti duhovnik?” “Hočem”, je takoj odgovoril pripravljeno, saj je bil ministrant in je to klico nosil v sebi. “Ta obljuba mojemu župniku pa me je vedno podpirala, da sem to tudi uresničil.” Če ga pa njegov župnik ne bi osebno nagovoril, se gotovo ne bi nikoli odločil za ta poklic.

## Pomembne osebnosti iz Stuble
- Črnogorski mučenci
- Dodë Gjergji (*1963 Stubla): 2000 apostolski administrator v Sapë - Albanija; 2005 imenovan za škofa v Sapë; 2006 apostolski administrator škofije Prizren; 2018 imenovan za prvega rezidencialnega škofa nove škofije Prizren-Priština.[22][23]